# كافرغان
 كافرغان بالفارسية ( گافرغان  ) ، قرية صغيرة تتبع البلدة المركزية (بالفارسية: بخش مرکزی شهرستان بندر لنگه) من توابع مدينة لنجة وتقع في محافظة هرمزگان في جنوب إيران. تقع على ساحل الخليج العربي وشرق بلدة مغوه، وبها مرسى للسفن الصغيرة. و كانت تسمى بــ(ديوان الغربية) في السابق.

## حدود قرية كافرغان
حدود كافرغان: من الشمال: قرية كارستانه، ومن الجنوب الخليج العربي، ومن الغرب بلدة مغوه، ومن الشرق تنتهي بقرية ديوان.

## السكان
يبلغ عدد سكان هذه القرية حسب تعداد السكان لعام 2006 للميلاد، (300) نسمه من أهل السنة والجماعة وعلى المذهب الشافعي. يتكلمون العربية، لهم
مسجد، ومدرسة، وعيادة صحية صغيرة، وبركتان لحفظ مياه الأمطار، يمتهنون بتربية المواشي والزراعة، ولهم 2000 نخلة مثمرة،.يمتهنون بمهنة الزراعة وتربية المواشي، وصيد الأسماك.